# Cerámica

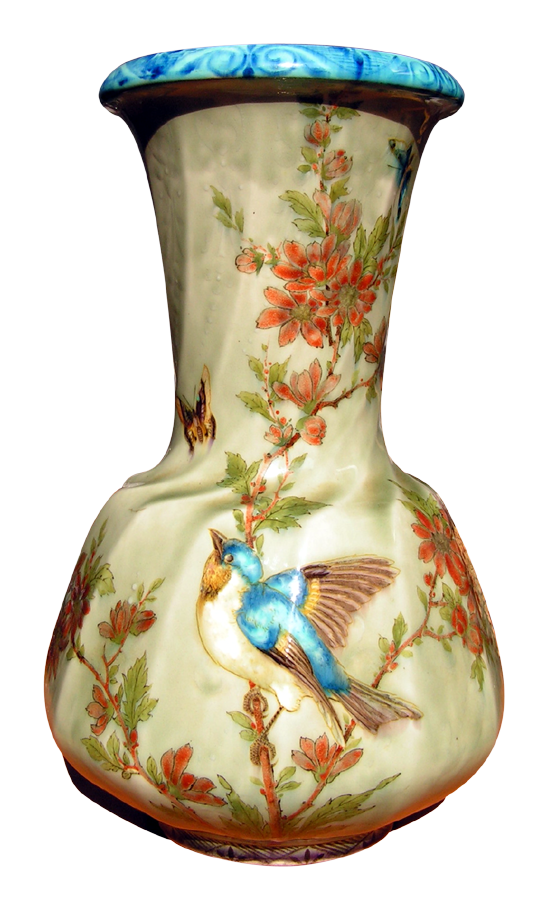
Jarrón de cerámica, Théodore Deck,.

La cerámica es el arte de fabricar vasijas y otros objetos de arcilla u otro material cerámico por acción del calor, es decir cocida a una temperatura superior a los 900 grados. El resultado es una diversa variedad de piezas u objetos de terracota —o alfarería «de basto»—, de loza y del conjunto de porcelanas. Además de denominar la técnica y su actividad, también da nombre al conjunto de objetos y producción.
Su uso inicial fue la fabricación de recipientes empleados para contener alimentos o bebidas. Más adelante se utilizó para modelar figurillas de posible carácter simbólico, mágico, religioso o funerario. También se empleó como material de construcción en forma de ladrillo, teja, baldosa o azulejo, conformando muros o revistiendo paramentos. La técnica del vidriado aumentó su atractivo suntuario y su uso arquitectónico. A partir del siglo XIX, se aplicó a la industria como aislante eléctrico y térmico en hornos, en motores y en blindajes. La moderna cerámica se aplica a las industrias de silicatos (grupo de minerales de mayor abundancia, pues constituyen más del 95 % de la corteza terrestre) y como complemento en tecnologías de construcción asociada al cemento. También es la base de las técnicas de esmaltes sobre metal.

## Alfarería y cerámica
Existe cierta confusión, provocada desde el propio contexto de la investigación a partir del siglo XVIII, entre los conceptos alfarería y cerámica, llegando a generar un conflicto semántico (semántica lógica). Las dos palabras se usan indistintamente para nombrar las actividades artesanales, artísticas e industriales a partir del barro cocido, así como el producto o los productos de las mismas y su cultura.
La propuesta de los diccionarios (ideológicos y de sinónimos) y los manuales léxicos no ayuda a resolver la disyuntiva cuando «alfarería» aparece redirigida o referida a «cerámica», dándosele así a esta última mayor valor troncal. En el capítulo de las etimologías se indica que Alfarería, como alfar, provienen del árabe hispánico alfah hár, y este del árabe clásico fah har ‘alfarería’, y a su vez del hebreo hhafar ‘tierra, barro’. Por su parte, Cerámica procede del griego antiguo κεραμική (keramiké), femenino de κεραμικός, keramikós ‘hecho de arcilla’; “cerámico”, que designaba  originalmente al barrio de los alfareros de la antigua Atenas, al noroeste de la Acrópolis.[cita requerida]

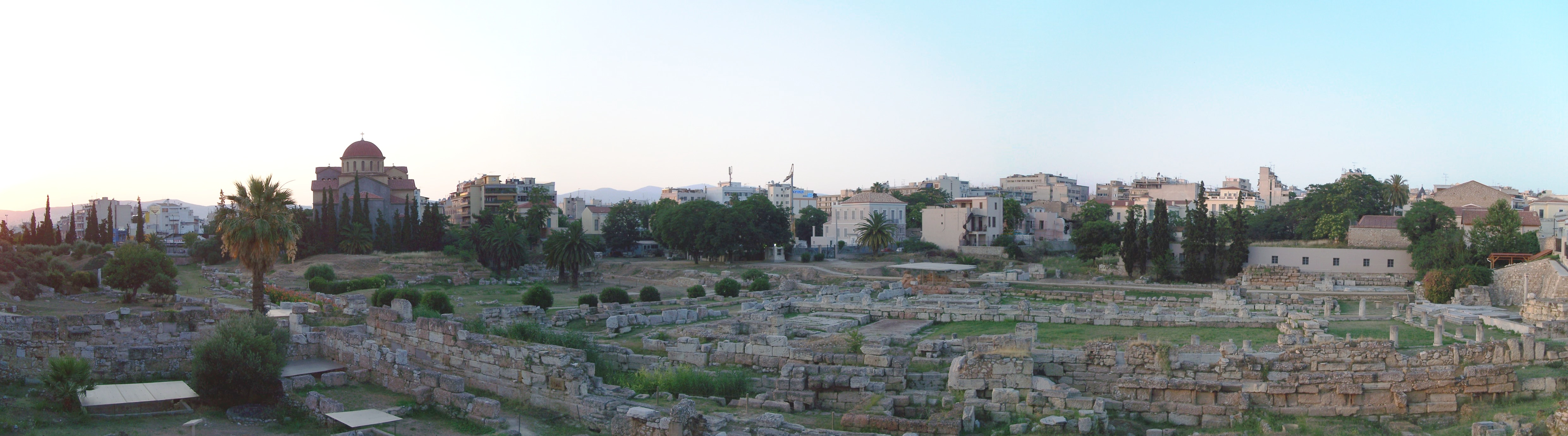
Panorámica del sitio arqueológico del Cerámico desde el sureste.

A comienzos del siglo XVI, el humanista Antonio de Nebrija ya mencionaba el término griego ceramion en un contexto amplio. Pero se ha atribuido al arqueólogo Giovanni Battista Passeri la responsabilidad de incluir la voz "cerámica" en el contexto lingüístico moderno, al usarlo en una obra impresa en Venecia en 1768. Joan Corominas completa el seguimiento del término y su uso explicando que dicho vocablo llegó a España en 1869, justo un siglo después de la propuesta de Passeri.
Las definiciones con más peso oficial, tras admitir que ambos términos designan el arte de elaborar objetos de barro, relacionan la alfarería con los espacios de fabricación y venta, y a la cerámica con el conjunto de objetos y sus vertientes científicas asociadas a la arqueología.
En un manual clásico de términos de arte, ambos términos se relacionan con el «arte y técnicas del barro y la arcilla»; dándole preferencia a la alfarería en esta acepción y reservando a cerámica la definición de los objetos fabricados con dichas características y haciéndolo extensivo a otros términos más concretos como: loza, porcelana, mayólica y terracota.

### Algunas citas
- «La alfarería es la cerámica popular, la más corriente, la que se hacía en los pueblos para uso popular. Después vino la cerámica, todo aquello que es decorado, con carácter suntuario, artístico». Emili Francés Sempere.[12]
- «La cerámica ocupa un lugar importante en las artes decorativas, ya que participa a la vez de la arquitectura, la escultura y la pintura. Esta palabra se emplea también no sólo para designar lo que Bernard Palissy llamaba «el arte del barro», sino sus mismos productos».[13]

#### Clasificaciones y estructuración de la cerámica en arqueología
Además de las diferenciaciones según aspectos geográficos, lingüísticos, sociológicos, económicos, se ha clasificado:
Por la fabricación: a mano, a torno (manual o de pie), con molde.
Por la cronología.
Por culturas.
Por reparto espacial.
Por análisis físico o químico.
Por técnicas decorativas y tratamiento de superficies.
Por tipología de cocción.
Por la morfología de las piezas.
Por otras clasificaciones sociales y etnográficas, según simbolismos y rituales.
La base y los materiales arqueológicos para dichas clasificaciones y su investigación, por convención, son los diferentes productos del trabajo alfarero. Estructuralmente se han propuesto tres fases de investigación: la histórico-artística (del siglo XV a 1880) cuando se trata de vasos completos, la tipológica (de 1880 a 1956) en el caso de que sean fragmentos, y la fase contextual (de 1956-60 en adelante) cuando se parte de muestras microscópicas o se trabaja con conjuntos de muestras.

## Introducción
Existen varias razones por las que se considera muy importante el estudio de las cerámicas en comparación con el resto del registro arqueológico:
1. Por la valiosa información que a través del estudio de su tecnología y tipología podemos obtener de ellas.
2. Por sus posibilidades analíticas gracias a la geoquímica y la mineralogía (a través del estudio de la arcilla con una serie de técnicas).
3. Por la posibilidad de trabajos experimentales.
4. Por su resistencia al paso del tiempo.
5. Por su relativa abundancia.

Cuando nos enfrentamos con el análisis de un objeto cerámico debemos tener en cuenta que este va a ser una aproximación a la historia total del artefacto, desde su producción a su deposición y alteraciones posteriores, y que esta historia contiene información desde un nivel puramente estético hasta un nivel relacionado con el grado de tecnología de estas comunidades, las posibles funciones de las cerámicas (uso doméstico, ritual, simbólico...), la procedencia de las mismas (intercambio, producción autónoma, etc.).
Este argumento ha traído como consecuencia la superación de la fase llamada crono-tipológica en los estudios cerámicos que había llegado a un punto de estancamiento por no ser capaz de dar más información que la puramente descriptiva.
De este modo, se recurrió a otras disciplinas para poder llegar a incrementar los niveles de información recuperable que no podían extraerse con ningún otro medio arqueológico.
Por otro lado es muy importante tener en cuenta que el estudio de las cerámicas ha de realizarse siempre teniendo en cuenta el contexto en el que han sido halladas (con qué otros elementos arqueológicos estaban, qué disposición en el espacio tenían respecto a los demás elementos y su posición estratigráfica, en qué tipo de estructuras estaban, si están en un asentamiento, en una necrópolis, en un área de producción, etc.). Aisladas del mismo, la información es mucho más reducida y prácticamente se limita a su datación relativa y posible función.
Los datos proporcionados por las distintas técnicas de análisis no tienen relevancia arqueológica directa si no es porque se estudian como fruto de un sistema humano de conducta, como un producto humano (se han llegado a hacer análisis del tipo de medidas de diámetro, estadísticas, reagrupamientos con análisis de grupos, etc, para al final decir que tal conjunto cerámico es de tal período o tal cultura), una conducta que puede inferirse de ellos, y que en última instancia son los que interesan en la investigación arqueológica.
Por ello, en la investigación hay que partir en primer lugar de un marco teórico que sea el que dote de significado los estudios analíticos que se emprendan, en un intento de integrar la información de la composición de las cerámicas y la información cultural, buscando así la interrelación entre las aproximaciones experimentales y las arqueológicas.
La caracterización de una cerámica, al igual que la tipología, no tiene un valor más que puramente descriptivo si no tiene un marco teórico que dote de significado a estos estudios analíticos.

## Aspectos tecnológicos
Los estudios tecnológicos de las cerámicas fueron aplicados en un primer momento fuera de España. Estos no solo se pueden quedar en darle un carácter científico a una publicación, sino que hay que interpretar los datos para poder responder a hipótesis previas.

### Materia prima

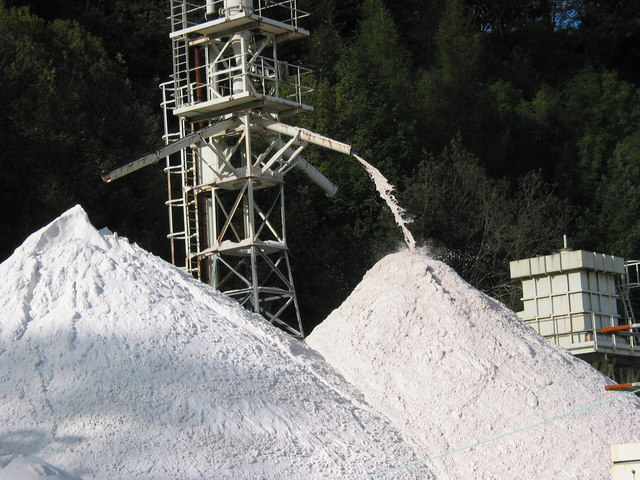
La arena de cuarzo se puede utilizar como desgrasante.

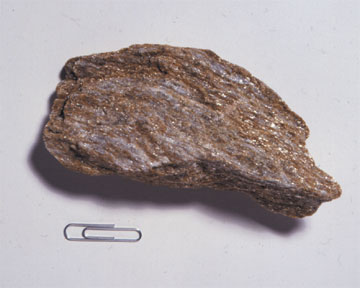
Muestra de esquisto metamórfico.

Con la caracterización de un objeto cerámico se intenta determinar los constituyentes de su materia prima con el fin de poder llegar a realizar inferencias sobre aspectos tecnológicos que nos informan sobre su proceso de manufactura, y también son susceptibles de informarnos sobre la posible procedencia de los mismos.
Esta información puede ser muy valiosa para detectar patrones de producción o de intercambio y comercio, así como para documentar datos sobre factores socioeconómicos y culturales. Los resultados serán más valiosos si trabajamos con cerámicas bien contextualizadas.
Al estudiar la naturaleza de la materia prima, el fin principal por lo tanto es la tecnología y su procedencia.
Aunque ambas cuestiones debieran desempeñar un papel semejante, se ha puesto mayor énfasis en los aspectos relacionados con la procedencia de las cerámicas, (más de un tercio de los trabajos en todo el mundo). Para ello se lleva a cabo un estudio del entorno geológico en donde se ha hallado la cerámica y se recogen sedimentos arcillosos potencialmente utilizables dentro del área geográfica del estudio, como apoyo y contrastación de los resultados analíticos obtenidos con la caracterización de las cerámicas.
Las materias primas de la cerámica son la arcilla, el desgrasante o clastos y el agua.
La arcilla es llamada fracción fina de un suelo o sedimento, siendo el conjunto de partículas minerales que tienen un diámetro de dos micras o menos. Algunos autores prefieren denominar la materia prima de la cerámica como tierras, porque las arcillas seleccionadas nunca son puras, están mezcladas con elementos minerales de mayor tamaño o fracciones gruesas, no plásticos o desgrasante. Es decir, aunque el mayor porcentaje de material sea arcilla, no lo es todo. También contienen limos y arenas en cantidades variables que serán factores determinantes respecto al tipo de textura.
La razón de que se use la arcilla es por su propiedad plástica, sus facultades de moldeo en el estado pastoso pero dureza en el estado cocido.
El desgrasante se añade o ya va incluido en las arcillas para que sirva de armazón y de solidez a la parte plástica de la cerámica (arcilla y agua). Las arcillas tienen una gran capacidad de absorción de agua, no solo la intrínseca sino también la añadida por el alfarero para darle plasticidad y poder moldearla (supone el 18-25 % del total). Si se le echa poca agua se fragmenta y si se le echa mucha ya no es plástica.
El desgrasante suele ser más visible en la pared interior, ya que en la exterior normalmente se procede a un acabado final de alisamiento por motivos estéticos y prácticos (por ejemplo para evitar en lo posible la porosidad).
Los desgrasantes pueden ser minerales (cuarzo, calcita, feldespato, esquisto, mica, etc), orgánicos (carbón, vegetales, cereales, hojas), animales (conchas, fragmentos de hueso), y trozos de cerámica, fragmentos de sílex, etc.
Su tamaño puede ser de fracción gruesa, 2 mm, media, de 2 a 1 mm, o fina, 1 mm.
El tipo de desgrasante en ocasiones era seleccionado según la función que fuese a cumplir la vasija. Para las que tenían que soportar altas temperaturas, como los crisoles por ejemplo, añadían gran cantidad de cuarzo; para las de actividad de cocina le añadían mayor cantidad de minerales desgrasantes que a las rituales o de enterramientos (estas últimas suelen tener unas pastas con el desgrasante más fino). Si requerían alta porosidad para transpirar (para contener agua, aceite, leche) se utilizaban desgrasantes orgánicos, ya que estos al cocerse la cerámica desaparecen y dejan los huecos.
Se pueden hacer estudios, incluso dentro de un mismo yacimiento, sobre cómo va variando la cerámica a lo largo del tiempo en relación con su mayor o menor calidad, su forma, su función, etc., y deducir, por ejemplo, que el cambio está motivado por un cambio en la dieta o por otros aspectos y el por qué (por contacto con otros grupos, por evolución interna en el tipo de producción inducido por un cambio en el medio, por nuevas técnicas de producción, por un nuevo modo de vida nómada o sedentaria, etc.).
Asimismo se pueden hacer estudios de la procedencia de los minerales: si se trata de esquinas redondeadas o cantos desbastados procede normalmente de las márgenes de un río o de depósitos fluviales. En el estudio concreto de la cerámica neolítica granadina, la presencia de mica dorada era un detector clave del lugar de procedencia del sedimento (Sierra Nevada).
El tipo de resistencia mecánica de la cerámica puede ser también un indicador importante: si se trata de una cerámica con arcilla muy fina y cocida a altas temperaturas, su resistencia es alta en tanto que si la densidad es baja y tiene alta porosidad, puede indicar cierto grado de arcaísmo.

### Modelado y preparación de la pasta

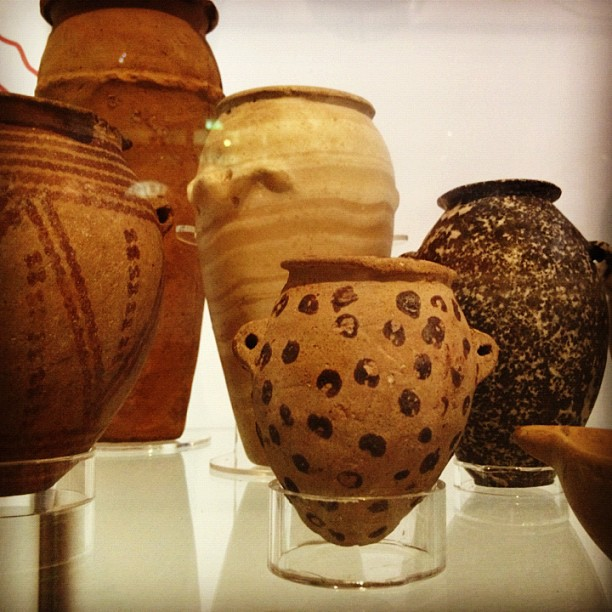
Tipos de cerámica Naqada II. 3500-3200 a. C.

Existen distintas técnicas de modelado:
- El modelado simple: se manipula la masa o pella de barro hasta darle forma con la mano. Tiene que estar húmeda y consistente. Se hace una masa homogénea tras numerosos dobleces y golpeándola, sosteniéndola con un puño y dándole palmadas enérgicas con la otra mano para ir adelgazando las paredes.
- El modelado por bandas o rulos: se modelan bandas o anillos que se superponen de forma elipsoidal. Después se le da un baño de arcilla externa más depurada y se ocultan estas bandas. Pero a veces cuando se fracturan se puede observar que se ha practicado esta técnica. Lo normal es que el fondo sea más grueso que el labio o boca. Se utiliza sobre todo para las grandes vasijas en el Neolítico, Calcolítico y Edad del Bronce.
- Modelado compuesto: se modelan dos cuerpos independientes prefabricados (parte inferior y superior de la vasija) que se ensamblan.
- Modelado aprovechando un molde: este molde puede ser un cesto, bolsa de cuero, una calabaza, etc. Fundamentalmente se da en el Calcolítico y Bronce final.

## Historia
La historia de la cerámica va unida a la historia de casi todos los pueblos del mundo. Abarca sus mismas evoluciones y fechas y su estudio está unido a las relaciones de los seres humanos que han permitido el progreso de este arte.
La invención de la cerámica se produjo durante el neolítico, cuando se hicieron necesarios recipientes para almacenar el excedente de las cosechas producido por la práctica de la agricultura. En un principio esta cerámica se modelaba a mano, con técnicas como el pellizco, el colombín o la placa (de ahí las irregularidades de su superficie), y tan solo se dejaba secar al sol en los países cálidos y cerca de los fuegos tribales en los de zonas frías. Más adelante comenzó a decorarse con motivos geométricos mediante incisiones en la pasta seca, de manera que era cada vez más compleja, perfecta y bella elaboración determinó, junto con la aplicación de cocción, la aparición de un nuevo oficio: el del alfarero.
Según las teorías difusionistas, los primeros pueblos que iniciaron la elaboración de utensilios de cerámica con técnicas más sofisticadas y cociendo las piezas en hornos fueron los chinos. Desde China pasó el conocimiento hacia Corea y Japón por el Oriente, y hacia el Occidente, a Persia y el norte de África hasta llegar a la península ibérica. En todo este recorrido, las técnicas fueron modificándose. Esto fue debido a ciertas variantes; una de ellas fue porque las arcillas eran diferentes. En China se utilizaba una arcilla blanca muy pura, el caolín, para elaborar porcelana, mientras que en Occidente estas arcillas eran difíciles de encontrar. Otras variantes fueron los motivos decorativos y los diferentes métodos utilizados para la cocción.

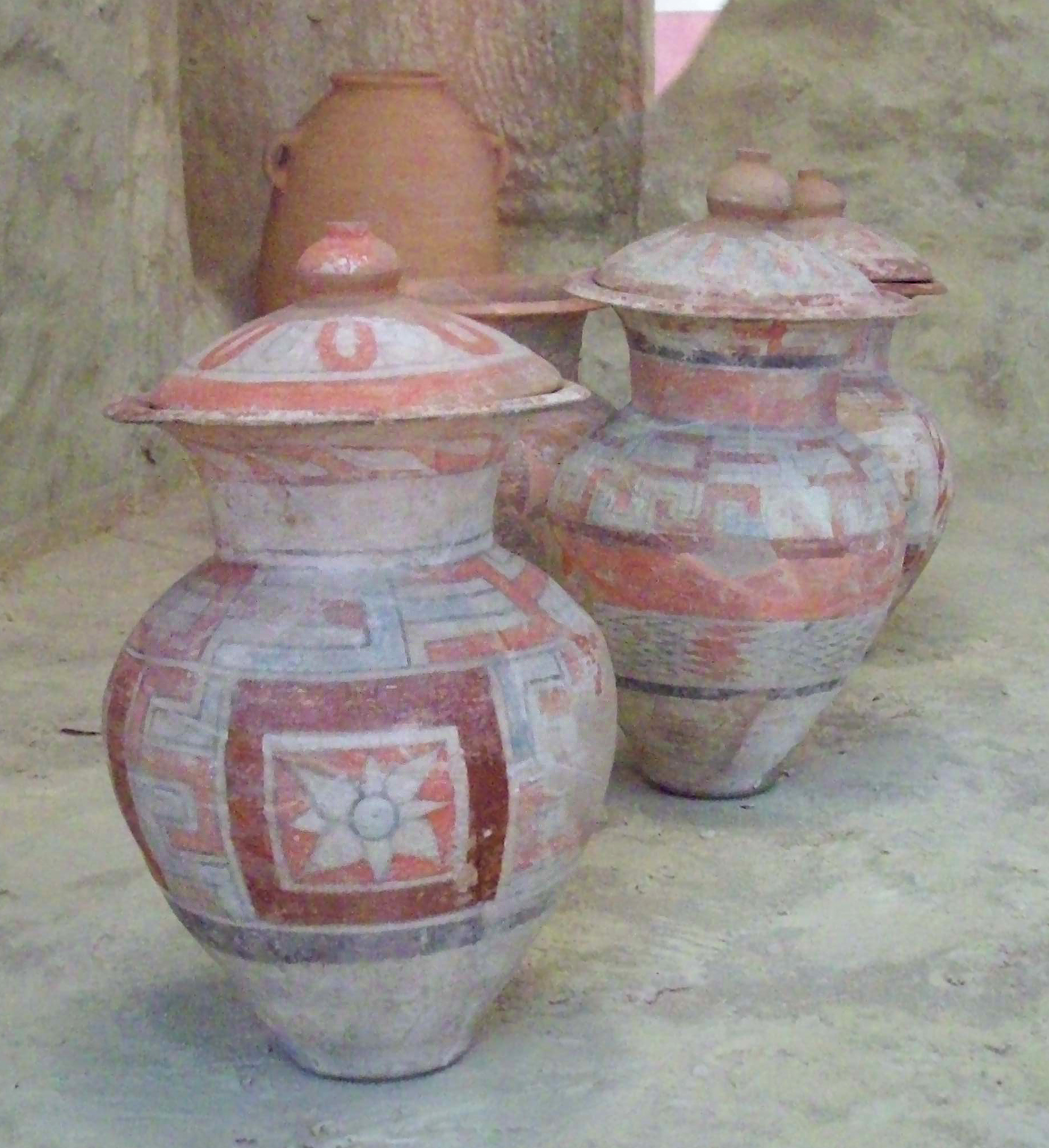
Cerámica ibera del siglo IV a. C. (M.A.N., Madrid), hallada en Baza (Granada).

El invento del torno de alfarero, ya en la Edad de los Metales, vino a mejorar su elaboración y acabado, como también su cocción al horno que la hizo más resistente y amplió la gama de colores y texturas. En principio, el torno era solamente una rueda colocada en un eje vertical de madera introducido en el terreno, y se la hacía girar hasta alcanzar la velocidad necesaria para elaborar la pieza. Poco a poco fue evolucionando, se introdujo una segunda rueda superior y se hacía girar el torno mediante un movimiento del pie; posteriormente se añadió un motor, que daba a la rueda diferente velocidad según las necesidades.
A menudo la cerámica ha servido a los arqueólogos para datar los yacimientos e, incluso, algunos tipos de cerámica han dado nombre a culturas prehistóricas. Uno de los primeros ejemplos de cerámica prehistórica es la llamada cerámica cardial. Surgió en el Neolítico, y su denominación se debe a que estaba decorada con incisiones hechas con la concha del cardium edule, una especie de berberecho. La cerámica campaniforme, o de vaso campaniforme, es característica de la Edad de los Metales y, más concretamente, del calcolítico, al igual que la cerámica de El Argar (argárica) lo es de la Edad del Bronce.
Los ceramistas griegos trabajaron la cerámica influenciados por las civilizaciones del Antiguo Egipto, Canaán y Mesopotamia. Crearon recipientes con bellas formas que cubrieron de dibujos que narraban la vida y costumbres de su época. Tan influyentes fueron los griegos en la cerámica que algunos postulan que la palabra cerámica indicaba la procedencia de un barrio de alfareros en Atenas.[cita requerida] La estética griega fue heredada por la Antigua Roma y Bizancio, que la propagaron hasta el Extremo Oriente. Se unió después a las artes del mundo islámico, de las que aprendieron los ceramistas chinos el empleo del bello azul de cobalto.
Desde el norte de África penetró el arte de la cerámica en la península ibérica, dando pie a la creación de la loza hispano-morisca, precedente de la cerámica mayólica con esmaltes metálicos, de influencia persa, y elaborada por primera vez en Europa en Mallorca (España), introducida después con gran éxito en Sicilia y en toda Italia, donde perdió la influencia islámica y se europeizó.
En el año 1990 tras el estreno en España del film "Ghost" (Jerry Zucker), se registró un aumento del 326,2% de la venta de arcilla de secado rápido en el interior del país y un crecimiento de la exportación de la misma en un 482,1%, que supuso el 12% del PIB del país en la década de los 90.
Así mismo, la famosa escena erótica protagonizada por Patrick Swayze y Demi Moore en dicho film, hubiese invitado a los matrimonios españoles a las situaciones de intimidad, que hubieran contribuido, entre otras causas, a un aumento del 12% de la natalidad nacional en aquella década.

### Utensilios

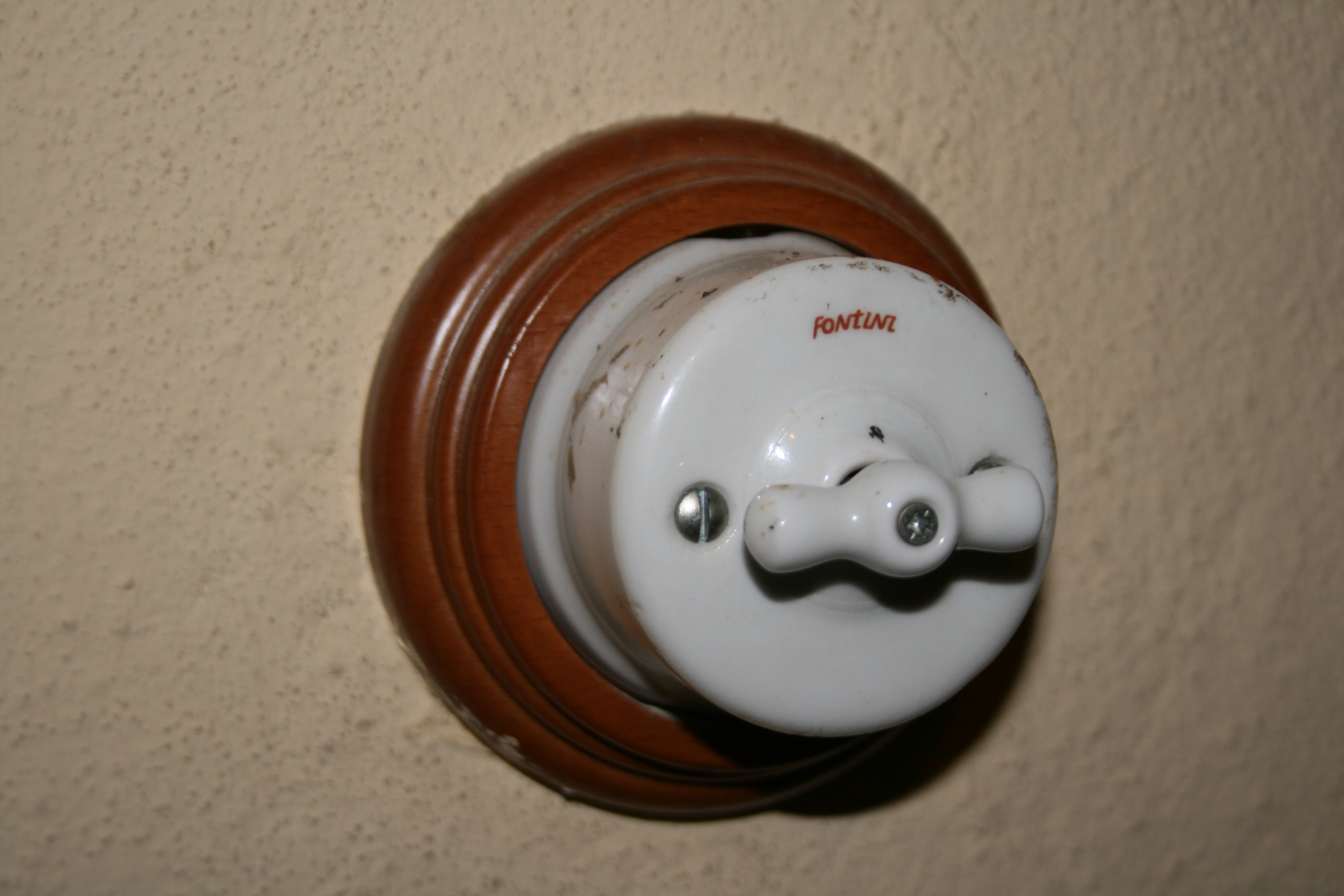
Interruptor de luz antiguo, que se hacía de cerámica por ser un buen aislante eléctrico.

El torno y el horno son los elementos fundamentales e importantes para la fabricación de la cerámica. Se necesita además pinceles y varillas para la decoración. Las principales herramientas o utensilios son:
- Palillos de madera para modelar
- Vaciadores
- Herramientas de metal para esculpir
- Medias lunas de metal o cuchillas de metal
- Cortador de barro
- Tornetas
- Tornos para ceramistas
- Extrusoras
- Buriles variados
- Jeringa con varias puntas
- Marcadores
- Cortadores con formas
- Pinceles punta de goma
- Compás de escultor

### Técnicas y materiales
Las distintas técnicas que se han ido utilizando han dado como resultado una gran variedad de acabados:
- Loza
- Terracota
- Terracota vidriada
- Terracota esmaltada
- Fayenza
- Mayólica
- Porcelana
- Gres
- Biscuit

La materia prima es la arcilla. Se emplea agua, sílice, plomo, estaño y óxidos metálicos. Para la cerámica llamada gres se utiliza una arcilla no calcárea y sal. Otro material importante para otro tipo de cerámica es el caolín mezclado con cuarzo y feldespato. También se emplea el polvo de alabastro y mármol. Para las porcelanas se utilizan los óxidos de potasio, magnesio y aluminio.

### Decoración
Tanto antes como después de ser cocida, la pieza de alfarería puede ser adornada sometiéndola a diferentes técnicas de decoración:
- Excisa, incisa o impresa, con ejemplos relevantes en la cerámica cardial, la cultura de la cerámica cordada y el esgrafiado
- Bruñida
- En relieve
- Pintada
- ‘A lustre’, identificada con algunas técnicas como la del reflejo dorado o loza dorada.[15]

## Fabricación
La fabricación de componentes cerámicos tiene lugar de la siguiente manera:
1. La materia prima es la arcilla. Se emplea agua, sílice, plomo, estaño y óxidos metálicos (dependiendo del tipo de cerámica).
2. Se procede a molerlos hasta conseguir un polvo finísimo o se mezcla en la proporción más adecuada.
3. Se introduce el polvo en el molde que conformará la pieza.
4. Se somete a la prensa estática (llamada así porque actúa en todas las direcciones) a presiones muy altas, hasta 3000 kilos por centímetro cuadrado.
5. Se cuece al horno a una temperatura de entre 1600 y 2000 grados centígrados. El proceso de prensado y cocción se denomina sinterización.
6. Sin embargo las piezas no salen absolutamente perfectas de la prensa y a algunas se las impone un posterior ajuste de calibración. La enorme dureza del material se convierte ahora en un inconveniente, ya que solo se puede utilizar el diamante en su tallado. Incluso con este tipo de herramientas la remecanización resulta lenta y trabajosa y desgaste rápidamente el utillaje, lo que encarece notablemente los costes. Como alternativa se está investigando nuevos métodos de tratamiento de las superficies cerámicas basado en ultrasonidos.

## Materiales
Los materiales son buenos aislantes térmicos  y que además tienen la propiedad de tener una temperatura de fusión y resistencia en compresión elevadas. Asimismo, su módulo de Young (pendiente hasta el límite elástico que se forma en un ensayo de tracción) también es muy elevado (lo que llamamos fragilidad).
Todas estas propiedades hacen que los materiales sean imposibles de fundir y de mecanizar por medios tradicionales (fresado, torneado, brochado, etc). Por esta razón, en las cerámicas realizamos un tratamiento de sinterización. Este proceso, por la naturaleza en la cual se crea, produce poros que pueden ser visibles a simple vista. Un ensayo a tracción, por los poros y un elevado módulo de Young (fragilidad elevada) y al tener un enlace iónico covalente, es imposible de realizar.
Existen materiales cuya tensión mecánica en un ensayo de compresión puede llegar a ser superior a la tensión soportada por el acero. La razón, viene dada por la compresión de los poros/agujeros que se han creado en el material. Al comprimir estos poros la fuerza por unidad de sección es mayor que antes del colapso de los poros.[cita requerida]
Las propiedades de un material cerámico dependen de la naturaleza de la arcilla empleada, de la temperatura y de las técnicas de cocción a las que ha sido sometido. Así tenemos:
- Materiales porosos. No han sufrido vitrificación, es decir, no se llega a fundir el cuarzo con la arena. Su fractura (al romperse) es terrosa, siendo totalmente permeables a los gases, líquidos y grasas. Los más importantes:

- Arcillas cocidas. De color rojizo debido al óxido de hierro de las arcillas que la componen. La temperatura de cocción es de entre 700 a 1000 °C. Si una vez cocida se recubre con óxido de estaño (similar a esmalte blanco), se denomina loza estannífera. Se fabrican: baldosas, ladrillos, tejas, jarrones, cazuelas, etc.
- Loza italiana.- Se fabrica con arcilla entre amarillenta y rojiza mezclada con arena, pudiendo recubrirse de barniz transparente. La temperatura de cocción varía entre 1050 a 1070 °C.
- Loza inglesa. Fabricada de arcilla arenosa de la que se elimina mediante lavado el óxido de hierro y se le añade sílex (25-35 %), yeso, feldespato (bajando el punto de fusión de la mezcla) y caolín para mejorar la blancura de la pasta. La cocción se realiza en dos fases:
1) Cocido entre 1200 y 1300 °C.
2) Se extrae del horno y se cubre de esmalte. El resultado es análogo a las porcelanas, pero no es impermeable.
- Refractarios. Se trata de arcillas cocidas porosas en cuyo interior hay unas proporciones grandes de óxido de aluminio, torio, berilio y circonio. La cocción se efectúa entre los 1300 y los 1600 °C. El enfriamiento se debe realizar lenta y progresivamente para no producir agrietamientos ni tensiones internas. Se obtienen productos que pueden resistir temperaturas de hasta 3000 °C. Las aplicaciones más usuales son:
a) Ladrillos refractarios, que deben soportar altas temperaturas en el interior de hornos.
b) Electrocerámicas: Con las que en la actualidad se están llevando a cabo investigaciones en motores de automóviles, aviones, generadores eléctricos, etc., con vistas a sustituir elementos metálicos por refractarios, con los que se pueden obtener mayores temperaturas y mejor rendimiento. Una aplicación no muy lejana fue su uso por parte de la NASA para proteger la parte delantera y lateral del Challenger en el aterrizaje.
- Materiales impermeables y semiimpermeables . Se los ha sometido a temperaturas bastante altas en las que se vitrifica completamente la arena de cuarzo. De esta manera se obtienen productos impermeables y más duros. Los más destacados:

- Gres cerámico común.- Se obtiene a partir de arcillas ordinarias, sometidas a temperaturas de unos 1300 °C. Es muy empleado en pavimentos.
- Gres cerámico fino.- Obtenido a partir de arcillas refractarias (conteniendo óxidos metálicos) a las que se le añade un fundente (feldespato) con objeto de rebajar el punto de fusión. Más tarde se introducen en un horno a unos 1300 °C. Cuando está a punto de finalizar la cocción, se impregnan los objetos de sal marina. La sal reacciona con la arcilla y forma una fina capa de silicoalunminato alcalino vitrificado que confiere al gres su vidriado característico.
- Porcelana. Se obtiene a partir de una arcilla muy pura, denominada caolín, a la que se le añade fundente (feldespato) y un desgrasante (cuarzo o sílex). Son elementos muy duros soliendo tener un espesor pequeño (de 2 a 4 mm), su color natural es blanco o translúcido. Para que el producto se considere porcelana es necesario que sufra dos cocciones: una a una temperatura de entre 1000 y 1300 °C y otra a más alta temperatura pudiendo llegar a los 1800 °C. Teniendo multitud de aplicaciones en el hogar (pilas de cocina, vajillas, etc.) y en la industria (toberas de reactores, aislantes en transformadores, etc.). Según la temperatura se distinguen dos tipos:
- Porcelanas blandas. Cocidas a unos 1000 °C, se sacan, se les aplica esmalte y se vuelven a introducir en el horno a una temperatura de 1250 °C o más.
- Porcelanas duras. Se cuecen a 1000 °C, a continuación se sacan, se esmaltan, y se reintroducen en el horno a unos 1400 °C o más. Si se decoran se realiza esta operación y luego se vuelven a introducir en el horno a unos 800 °C.